# Crithagra mennelli
Il canarino guancenere (Crithagra mennelli (Chubb, 1908)) è un uccello passeriforme della famiglia dei Fringillidi.

## Etimologia
Il nome scientifico della specie, mennelli, venne scelto in omaggio a Frederic Philip Mennell, geologo e politico anglo-rhodesiano, fondatore e curatore del museo della Rhodesia.

## Descrizione

### Dimensioni
Misura 13–14 cm di lunghezza, per un peso di 13-17 g.

### Aspetto
Si tratta di uccelletti dall'aspetto robusto ma slanciato, muniti di testa arrotondata con becco conico, ali appuntite e coda dalla punta lievemente forcuta.
Il piumaggio è dominato dalle tonalità del grigio, più scuro dorsalmente e più chiaro ventralmente, con le singole penne munite di banda più scura, in special modo nell'area dorsale e sul petto: è presente un evidente sopracciglio bianco, così come una mascherina nera che va dai lati del becco all'orecchio e alle guance, la quale frutta alla specie il suo nome comune. Il becco è di colore carnicino-nerastro, le zampe sono anch'esse di color carnicino, gli occhi sono di colore bruno scuro.

## Biologia
Si tratta di uccelli diurni, che passano la maggior parte della giornata alla ricerca di cibo fra i rami ed i cespugli.

### Alimentazione
Si tratta di uccelli perlopiù granivori, la cui dieta si compone in massima parte di semi di piante erbacee: essi integrano la propria dieta anche con altri cibi di origine vegetale (frutti, bacche, germogli, fiori, nettare) e di tanto in tanto anche animale (insetti e altri piccoli invertebrati).

### Riproduzione
La stagione riproduttiva va da settembre ad aprile, con la maggior parte delle covate che ha luogo fra dicembre e marzo. Si tratta di uccelli monogami, in cui i maschi cantano incessantemente per attirare le femmine, che poi vengono corteggiate dagli stessi tenendo le penne arruffate e becco ed ali semiaperti.

Durante la stagione degli amori le coppie si isolano e i maschi divengono molto territoriali nei confronti degli intrusi, cantando per avvertire della loro presenza ed aggredendo energicamente gli estranei conspecifici, mentre la femmina (imbeccata dal maschio nel processo) costruisce il nido a coppa fra i rami e cova per due settimane le 3-5 uova. I pulli vengono accuditi da ambedue i genitori, e in tal modo si involano attorno alle tre settimane dalla schiusa e si rendono indipendenti a circa un mese e mezzo di vita.

## Distribuzione e habitat

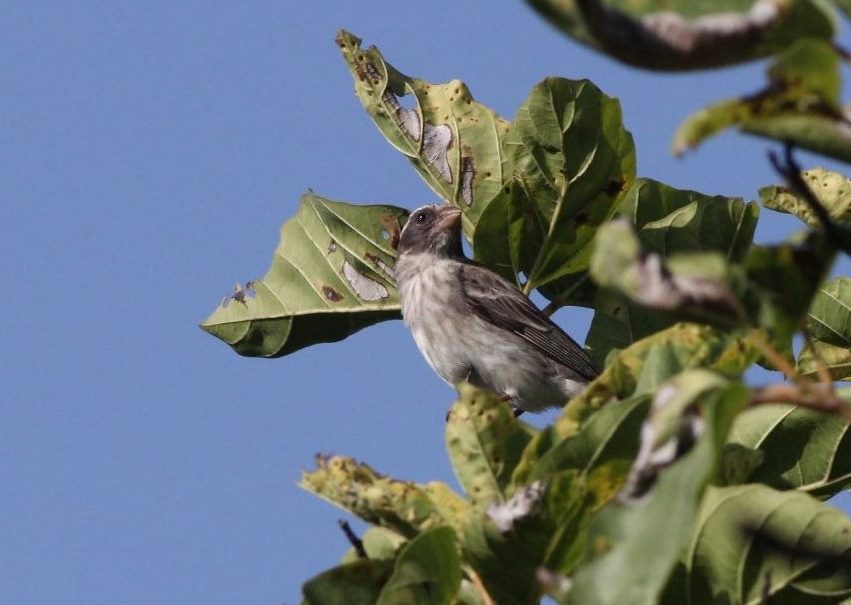
Esemplare nei pressi di Mutare.

Il canarino guancenere occupa un areale che va dall'estremo est dell'Angola alla Tanzania centro-meridionale (con alcuni avvistamenti isolati anche nel centro-nord e nel nord-ovest del paese), oltre che il Malawi, il Mozambico centrale e occidentale, lo Zimbabwe ed il Botswana nord-orientale.
L'habitat di questi uccelli è rappresentato dalle aree erbose secche con presenza di macchie cespugliose ed alberate a prevalenza di Brachystegia e Baikiaea (il cosiddetto miombo).